# Regierungsviertel (Berlin)

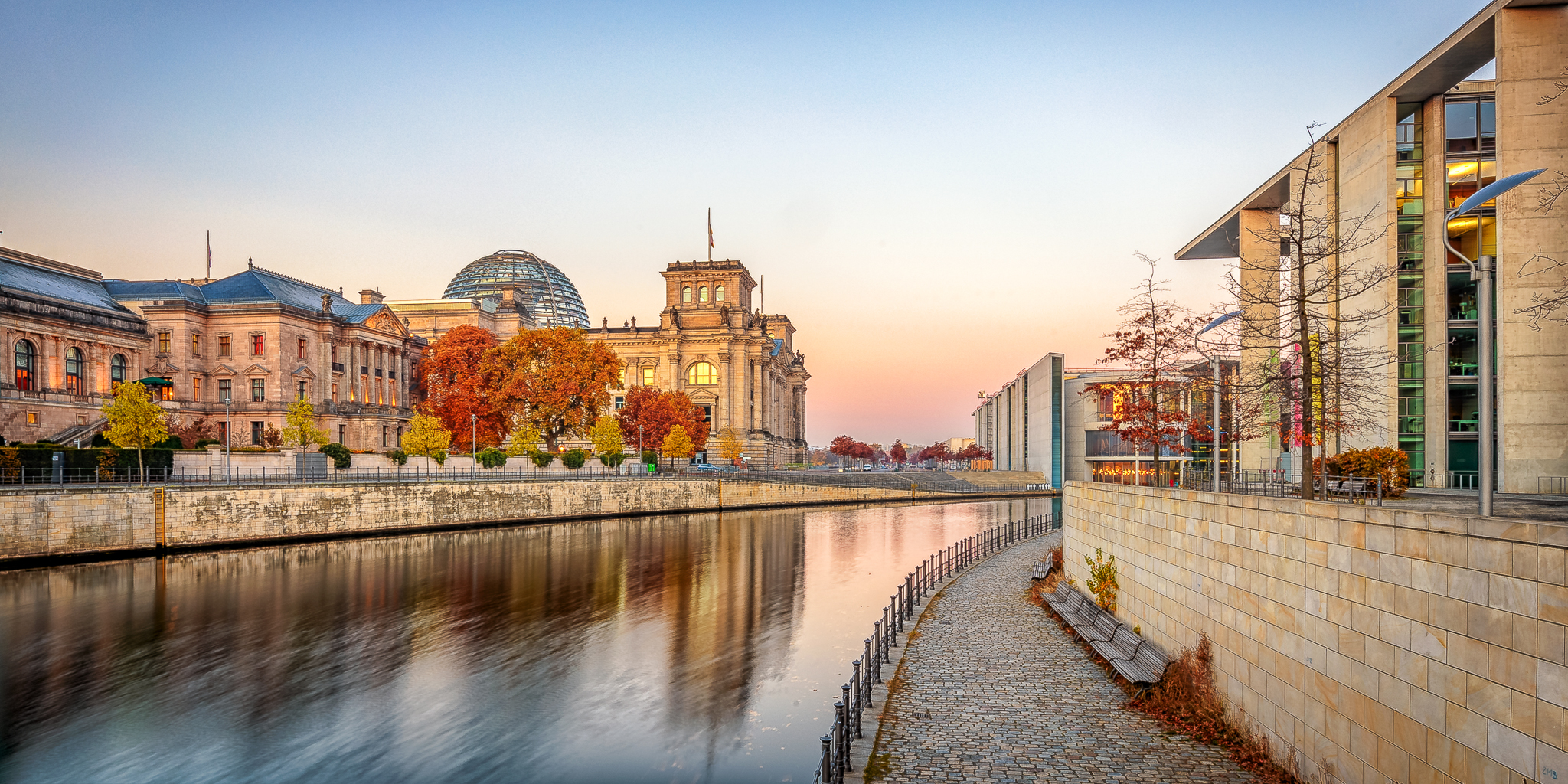
Regierungsviertel 2015

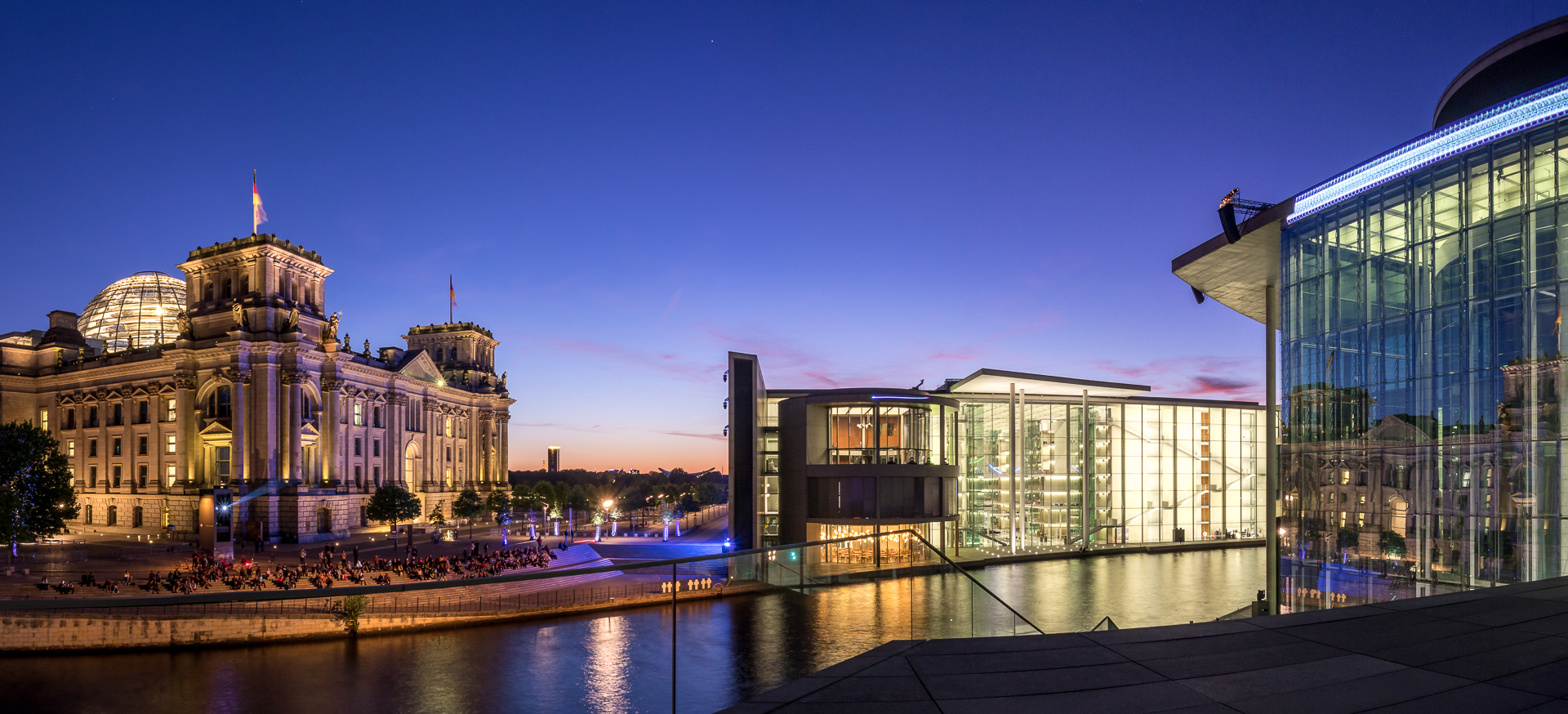
Bundestagsbauten im Berliner Regierungsviertel, 2019

Als Berliner Regierungsviertel bezeichnet man das Gebiet, in dem die wichtigsten Institutionen der Exekutive (Bundesregierung) sowie der Legislative (Deutscher Bundestag) ihren Hauptsitz haben. Den Kern des „politischen Zentrums“ der Hauptstadt bilden insbesondere das Bundeskanzleramt, das Reichstagsgebäude sowie die benachbarten Bundestagsgebäude Paul-Löbe-Haus, Marie-Elisabeth-Lüders-Haus und Jakob-Kaiser-Haus. Einige der Baulichkeiten des Regierungsviertels sind im sogenannten Band des Bundes gruppiert.

## Lage

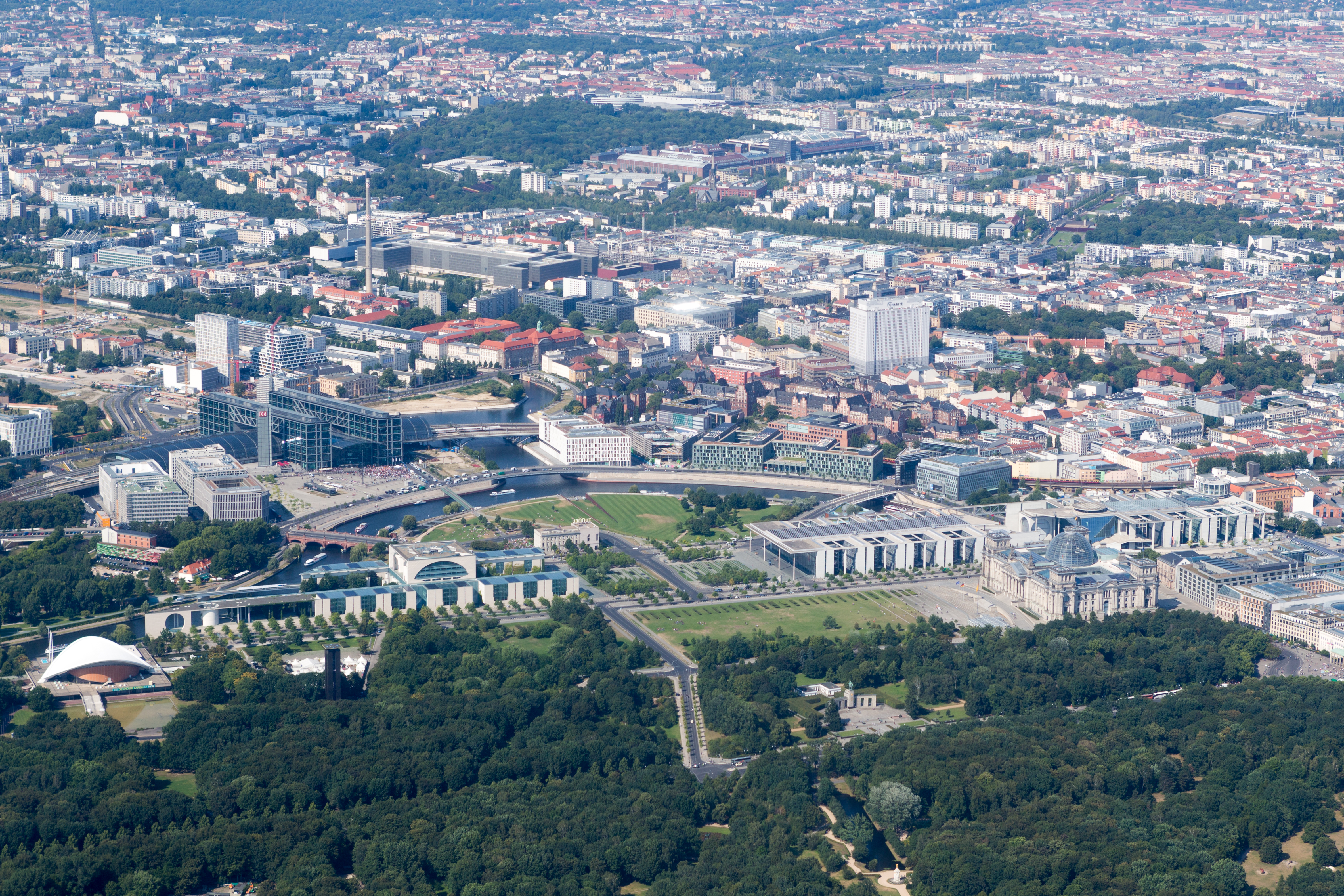
Blick auf das Berliner Regierungsviertel, 2016

Das Regierungsviertel liegt in den Berliner Ortsteilen Tiergarten und Mitte. Dem aktuell für parlamentarische und Regierungszwecke genutzten Territorium liegt keine einheitliche administrative oder geografische Abgrenzung zugrunde. Es erstreckt sich in etwa
- im Westen bis zum Schloss Bellevue,
- im Süden bis zur Zimmerstraße,
- im Osten bis zur Fischerinsel,
- im Norden bis zur Invalidenstraße, und
- im Nordosten bis zur Friedrichstraße.

In diesem Gebiet – östlich und westlich der Wilhelmstraße – liegen die Mehrzahl aller Berliner Haupt- und Nebensitze der deutschen Bundesministerien, Bundesrat und Bundestag einschließlich der Abgeordnetenbüros und der Verwaltung, aber auch ausländische Botschaften, Medienbüros, Wirtschaftsverbände und andere Interessensvertretungen. 
Zur Vorbeugung von Gefahren für das Regierungsviertel gilt über diesem durch Erlass des BMDV das Flugbeschränkungsgebiet (ED-R) 146.

## Geschichte
Das Regierungsviertel hat sich in dieser Form nach der deutschen Wiedervereinigung zum Ende der 1990er Jahre herausgebildet. Ursprünglich war es vorgesehen, Parlaments- und Regierungsbauten vorwiegend in Neubauten in zwei Gebieten im Spreebogen nördlich des Reichstages sowie auf der Spreeinsel zu konzentrieren. Das Bundeskabinett hatte einen entsprechenden Standortbeschluss im Dezember 1992 gefasst; das Land Berlin wies im Juni 1993 in der Entwicklungsmaßnahme „Hauptstadt Berlin – Parlaments- und Regierungsviertel“ zwei entsprechende Gebiete aus. Aus finanziellen Gründen konnte diese Planung nicht aufrechterhalten werden. Der Beschluss, die Kosten des Regierungsumzugs auf ein Volumen von 20 Milliarden Mark zu begrenzen, machte es erforderlich, anstelle von Neubauten für die Regierungsbauten mehrheitlich auf den vorhandenen Baubestand zurückzugreifen. Das heutige Regierungsviertel knüpft damit geografisch und in der Nutzung des Gebäudebestands auch baulich an die Berliner Regierungsviertel sowohl der DDR als auch des Deutschen Reichs an.

## Institutionen

Schloss Bellevue, Sitz des Bundespräsidenten

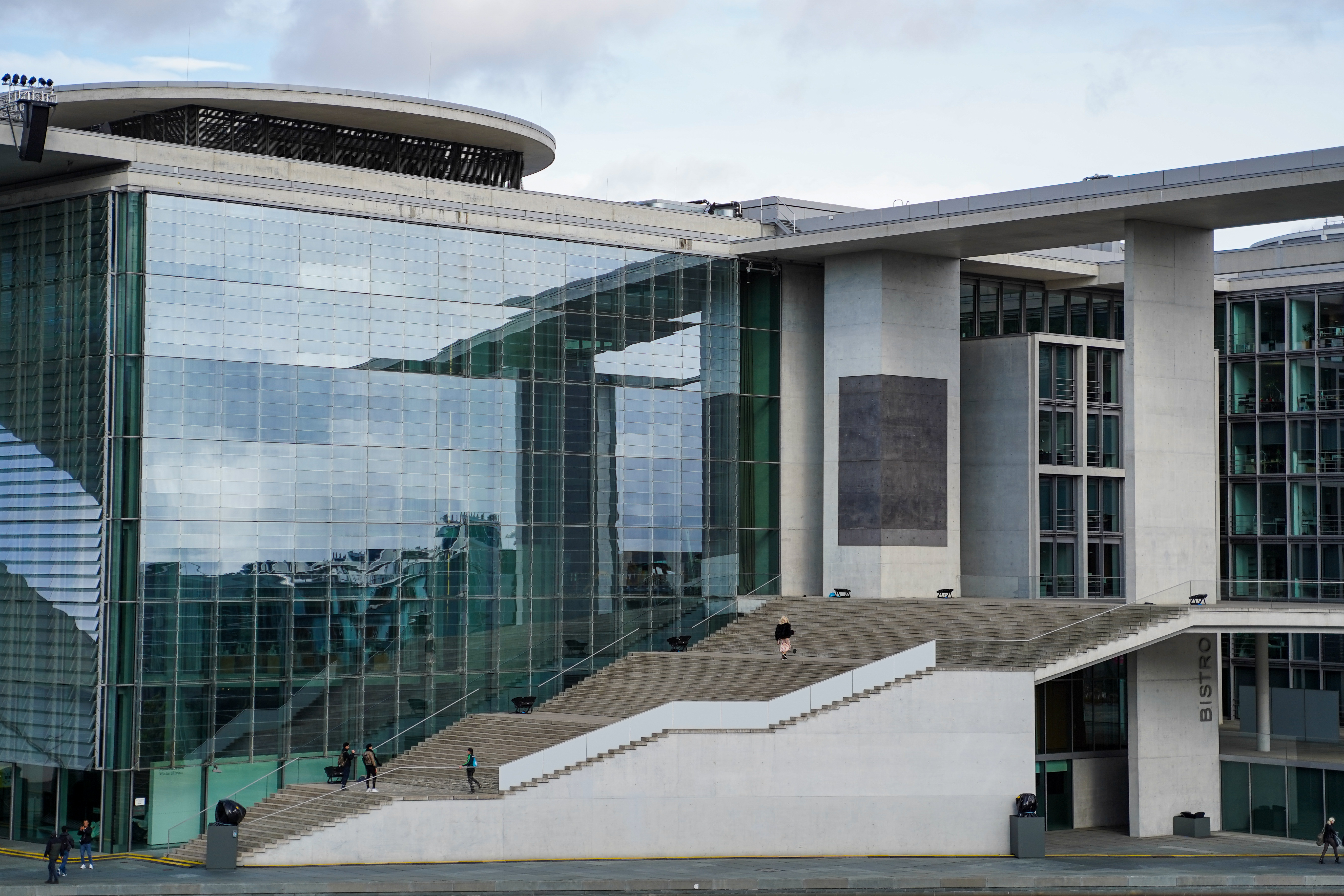
Marie-Elisabeth-Lüders-Haus

Im Regierungsviertel befinden sich die wichtigsten Institutionen der Bundesregierung mit ihren Ministerien und des Deutschen Bundestages, dem Parlament der Bundesrepublik Deutschland, sowie zahlreiche Botschaften und Landesvertretungen;
- Deutscher Bundestag im Reichstagsgebäude
- Bundeskanzleramt
- Bundesrat im Preußischen Herrenhaus
- Bundesministerien
- Abgeordnetenbüros im Paul-Löbe-Haus und im Marie-Elisabeth-Lüders-Haus
- Schloss Bellevue als Sitz des Bundespräsidenten
- Deutsche Parlamentarische Gesellschaft im historischen Reichstagspräsidentenpalais
- Vertretungen der Bundesländer
- Bundesnachrichtendienst
- Botschaften im Tiergartenviertel